# 魔女に与える鉄槌

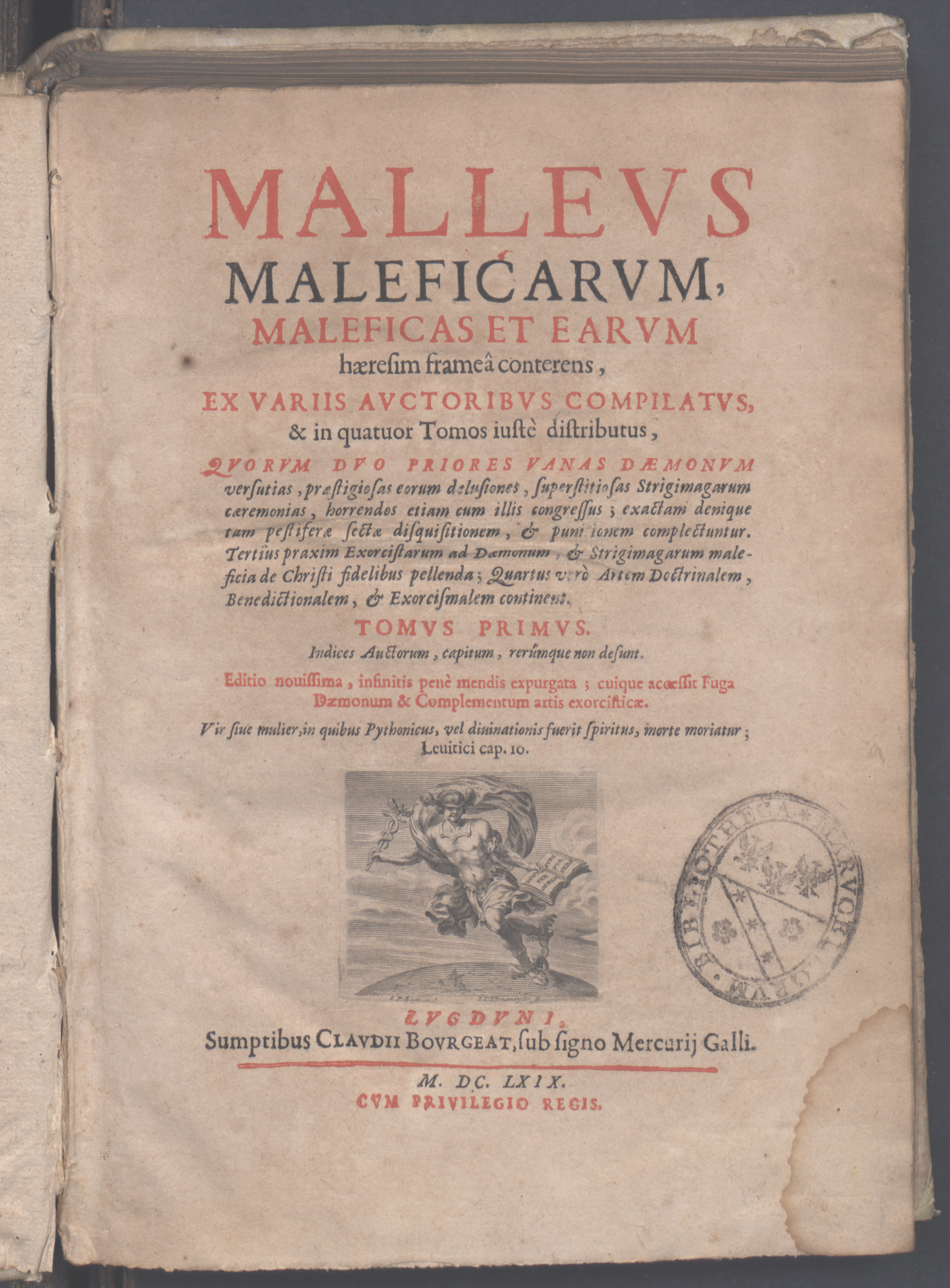
『魔女に与える鉄槌』1669年版の題扉

『魔女に与える鉄槌』（まじょにあたえるてっつい、羅: Malleus Maleficarum）とは、ドミニコ会士で異端審問官であったハインリヒ・クラーマーによって15世紀に書かれた魔女に関する論文。序文に名前が出てくるドミニコ会士ヤーコプ・シュプレンガーはかつて共著者と考えられていたが、クラーマーが事実上の著者で、シュプレンガーはその学識者としての名声を箔付けに利用されたにすぎないとも言われている。

## 概説
『魔女に与える鉄槌』は1486年にクラーマーによって書かれた。同年秋シュパイアーで初版が印刷され、1487年の版で序文が付された。中世における魔女理解のエッセンスともいうべき本であり、1435年から1438年頃に書かれたヨーハン・ニーダーの『蟻塚』全5巻（の内の第5巻）と並んで中世の魔女関連書の中で最も有名なものである。
本書の執筆目的は魔女の妖術の存在を疑う人々への反駁と、妖術の犯人は男より女が多いことを示すこと、および魔女発見の手順とその証明の方法について記すことであった。現代の研究者たちは、本書のほとんどがクラーマーの手によるもので、シュプレンガーは名前を使われただけでほとんど内容に携わっていないという点で一致している。むしろシュプレンガーは、自分の管区でクラーマーが説教することを禁じたり追放するなどしており、クラーマーの活動を容認していなかった節がある。
1484年12月5日、教皇インノケンティウス8世は魔女狩りを行うことへのお墨付きを与えてほしいと願ったクラーマーに対して回勅「限りなき願いをもって（''Summis desiderantes affectibus'')」によって答えた。クラーマーはこの回勅（通称「魔女教書」）を『魔女に与える鉄槌』の序文として転用している。これによってクラーマーの著作が教皇のお墨付きを得ているかのような印象を与えることに成功したが、本来この回勅は審問官としてのクラーマーとシュプレンガーの役割を認めるだけのものであった。しかし、教皇の回勅が魔女の存在とその弾劾の必要性を認めたことが、血塗られた魔女狩りの時代を開くきっかけとなった。
クラーマーは1487年5月9日に『魔女に与える鉄槌』をケルン大学神学部に送付して大学による学術的承認を求めた。4人の教授が署名し、同書の考察は是認しうるものとの所見を記した。また、8人の署名入りの別の鑑定書があるが、これは同書の内容には直接触れていない。いずれにせよこれは学部としての正式な認定ではなく、署名した教授たちもクラーマーを積極的に支持したわけではなかった。クラーマーは「ケルン大学神学部による承認を受けた」として書物を宣伝したが、ケルン大学は後にこの鑑定を誤りとして訂正しようとした。このため8人の教授の鑑定書はクラーマーが捏造したものとの説が後世に生じた。
1490年、教会の異端審問部はクラーマーを弾劾したが、同書は魔女狩りのハンドブックとして読まれ続け、1487年から1520年までの間に13版を数えた。1574年から1669年までにさらに16版が印刷された。

## 内容
『魔女に与える鉄槌』は独創的な著作物というより、それ以前から存在していた異端に関する諸説を巧みに組み合わせ、注釈を付けた百科全書的な書物である。『魔女に与える鉄槌』の際立った特徴は、通常の異端審問とは異なり、黒魔術などの邪術にアクセントを置いたことと、異端や邪悪の根源として女性に的を絞っている点にある。
『魔女に与える鉄槌』は全三部から構成されている。
- 第一部 - 魔女の定義とその能力に関する問題
- 第二部 - 魔女による悪行の類例。また、魔女と産婆の関係について
- 第三部 - 魔女狩り人や魔女裁判の心得と手引き

## 註釈
1. ↑  カナ表記すると「マッレウス・マレフィカールム」。maleficarum は属格なので直訳すると『魔女の槌』。ゆえに「魔女の鉄槌」と訳す和書もある。実質的には目的格的な属格であると考えて『魔女への槌』[1]とも『魔女への鉄槌』とも解釈できる。「槌」は異端審問官を指す呼称として用いられていたもの[1]。
2. ↑  「クラマー」とも表記されるが、ここではデッカー & 佐藤・佐々木 (tr.) 2007に従って「クラーマー」とする。松田和也によるロッセル・ホープ・ロビンズ『悪魔学大全』の翻訳や黒川 2014では舞台ドイツ語風に「クラーメル」と表記されている。
3. ↑  クレーマー (Krämer) とも。ドイツ語の Krämer は小売商人の意で、ラテン名ヘンリクス・インスティトーリス（小売商を意味する īnstitor の属格）と符合する。